# Aeroporto di Gabredarre
L'Aeroporto di Gabredarre (IATA: ABK, ICAO: HAKD) è un aeroporto internazionale che serve Gabredarre con la pista di cemento di 46 metri di larghezza.

## Storia
Al 15 gennaio 1936 era sede del Gruppo autonomo misto RT e C con la 1ª Squadriglia Ro.1 Somala della Regia Aeronautica nell'ambito della Guerra d'Etiopia.

## Incidenti
Il 12 giugno 1977, il Douglas C-47 Dakota/Skytrain ET-AAP dell'Ethiopian Airlines riportò gravi danni in un incidente in fase di atterraggio.